# Pčelin film
Pčelin film (engl. Bee Movie) je američki računalna animirana komedija iz 2007. Producent DreamWorks Animation i distributer Paramount Pictures. 

## Glasove posudili
| Ime                   | Engleska inačica  | Hrvatska inačica      |
| --------------------- | ----------------- | --------------------- |
| Barry B. Benson       | Jerry Seinfeld    | Ozren Grabarić        |
| Adam Flayman          | Matthew Broderick | Ronald Žlabur         |
| Vanessa Bloome        | Renée Zellweger   | Olga Pakalović        |
| Ken                   | Patrick Warburton | Enes Vejzović         |
| Layton T. Montgomery  | John Goodman      | Zvonimir Zoričić      |
| Krvolos               | Chris Rock        | Dražen Bratulić       |
| Hektor                | David Pimentel    | Roman Wagner          |
| Sutkinja Bumbarić     | Oprah Winfrey     | Branka Cvitković      |
| Trudy                 | Megan Mullally    | Jasna Palić-Picukarić |
| Lou Lo Duca           | Rip Torn          | Pero Juričić          |
| Janet Benson          | Kathy Bates       | Mirela Brekalo        |
| Martin Benson         | Barry Levinson    | Ivica Zadro           |
| G. Klaus Vanderhayden | Tom Papa          | Jerko Marčić          |
| Pčelarry King         | Larry King        | Božidar Smiljanić     |
| Veljko                | Mario Joyner      | Filip Juričić         |
| Zujac                 | ???               | Jerko Marčić          |
| Štem                  | Tom Papa          | Roman Wagner          |
| Sting                 | Sting             | Franjo Dijak          |

Ostali glasovi:
- Barbara Kolar
- Zoran Gogić
- Roman Wagner
- Dražen Bratulić
- Jasna Palić-Picukarić
- Ivana Vlkov Wagner
- Mirko Fodor
- Franjo Dijak
- Jadranka Krajina
- Mara Picukarić
- Jerko Marčić
- Ranko Tihomirović
- Filip Juričić
- Robert Šantek
- Božidar Smiljanić
- Mate Picukarić

- Sinkronizacija: Duplicato Media d.o.o.
- Redateljica dijaloga: Ivana Vlkov Wagner
- Prijevod i prilagodba dijaloga: Ivanka Aničić